# Ljubljana Zalog
Ljubljana Zalog – stacja kolejowa w Lublanie, w dzielnicy Zalog, w Słowenii.
Przystanek jest zarządzany przez SŽ-Infrastruktura. Oprócz stacji pasażerskiej, jest to również ważna stacja towarowa.

## Linie kolejowe
- Dobova – Lublana